# Astragalus psilolobus
Astragalus psilolobus är en ärtväxtart som beskrevs av Putschkova. Astragalus psilolobus ingår i släktet vedlar, och familjen ärtväxter. Inga underarter finns listade i Catalogue of Life.